# 城市電視網
城市電視網（英語：Citytv，前稱或）是加拿大一家私營英語電視網絡，由全國七間直屬地區電視台和三間聯播分台組成，母公司為羅渣士傳媒。城市電視於1972年啓播，早期只於多倫多廣播，其後逐漸拓展至全國其他電視市場，而的品牌更曾授權予加拿大以外的電視台使用。
城市電視早期標榜本地製作，其新聞節目以年輕觀眾為主要對象，又播放以音樂和文化為題的節目，除此之外並於黃金時段播放電影。隨著該台於21世紀逐步伸展至加拿大其他地區，其黃金時段節目表亦如其競爭對手（如CTV電視網和環球電視）般改以外購劇集為主。

## 歷史

多倫多CITY-TV多年來一直使用此紅藍兩色標誌，而溫哥華CKVU於2002年改稱Citytv後亦使用此標誌，到了2005年才改為單色標誌

### 起源
城市電視首條地區頻道是多倫多的CITY-TV。該台於1971年11月25日獲加拿大視訊委員會（CRTC）發放牌照，並於1972年9月28日以的名義在UHF79台啓播，當時的廣播中心位於多倫多皇后東街99號。到了1975年，該台負債累累，遂將45%股份售予蒙特婁CTV分台CFCF的母公司。該公司再於1977年購入更多股份，到了1978年則將之轉售予CHUM有限公司；CHUM再於1981年購入CITY-TV全數股份，成為該台的全權股東。CITY-TV於1983年改以UHF57台廣播，1986年在胡士托市增設轉播站，廣播中心於1987年遷至皇后西街299號，1996年再於渥太華增設轉播站。

### 邁向全國化
CHUM購入CITY-TV後，一直有意在溫哥華創辦一條類似的地區頻道，但數度向CRTC申請牌照皆告失敗。然而，溫哥華的電視業於2000年出現大執位，令CHUM有機可乘。事緣加西環球集團（Canwest Global）購入該市的CTV分台CHAN，並打算將之改為旗下環球電視的溫哥華分台。在CRTC指令下，加西環球將其原有的環球電視溫哥華分台CKVU放售。CHUM於2001年7月26日向CRTC申請以1億7500萬元收購CKVU，並於同年10月15日獲CRTC批准。環球電視的節目早於同年9月1日已改往CHAN廣播；由於CRTC當時尚未批准上述交易，CKVU於同日改以（13為該台的有線頻道號）名義，以獨立電視台身份播放CITY-TV的節目，待2002年7月22日才正式改稱為。
CHUM再於2004年購入克雷格傳媒（Craig Media）；交易於同年11月19日獲CRTC批准。CHUM於2005年8月2日將克雷格傳媒旗下位於亞伯達省卡加利和愛民頓以及曼尼托巴省溫尼伯，以名義廣播的三間獨立電視台歸入系統。CHUM旗下另一批地區電視台（NewNet）則於同日改以名義廣播。

### 易手
2006年7月12日，CHUM宣佈將旗下的廣播媒體出售予CTV電視網的母公司“CTVglobemedia”；後者打算保留系統，而將以及其他資產轉售，以獲取CRTC批准交易。同日的溫哥華、愛民頓、卡加利和溫尼伯分台終止製作傍晚、夜間和周末新聞節目，數以百計新聞部員工被遣散。
CRTC於2007年6月8日批准CTV收購CHUM。然而，由於Citytv的廣播範圍完全與CTV重疊，CRTC下令CTV放售五間Citytv地區分台。CTV於同月11日宣佈保留A-Channel系統，並將五間Citytv地區分台售予羅渣士通訊集團，交易作價為3億7500萬元。交易於同年9月28日獲CRTC批准，並於同年10月31日正式完成。

### 繼續擴展
隨著加西集團於2009年宣佈停止運作旗下的次要頻道E!，占·帕特遜集團宣佈旗下三間與E!持有聯播關係的地區電視台（喬治王子城的CKPG、錦祿的CFJC和梅迪辛哈特的CHAT）會於同年9月1日以聯播分台身份加盟Citytv。三間分台繼續沿用固有的品牌，而不以Citytv的名義廣播。占·帕特遜集團再於2012年5月3日與羅渣士簽訂三間分台和Citytv之間的長遠聯播關係協議。
另一方面，薩克其萬省的有線教育電視台薩克其萬通訊網（Saskatchewan Communications Network）亦於2011年12月20日與羅渣士簽訂聯播關係協議，從每天下午3時至翌日清晨6時之間播放Citytv節目，2012年1月2日起生效。羅渣士再於2012年1月17日宣佈收購該台；交易於同年6月獲CRTC批准，而該台則於同年7月1日正式改為Citytv薩省分台。
羅渣士亦於2012年5月3日宣佈收購蒙特婁免費多元文化頻道CJNT，並將之改為Citytv分台。在交易完結前，羅渣士率先與該台簽訂Citytv聯播合約，於同年6月4日生效。CRTC於同年12月20日批准此項交易，以及批准該台從多元文化廣播改為純英語廣播。該台於2013年2月4日正式成為Citytv蒙特婁分台。

City標誌（2012年-18年）

從2012年10月起逐步將頻道名稱簡化為，而新名稱則於2012年12月31日的除夕跨年倒數晚會上正式啓用，為品牌於1972年啓用以來首次經歷變更。此名稱沿用至2018年9月；隨着2018-19年電視季度展開，電視網名稱亦恢復為。

## 節目

### 新聞
多倫多分台從1975年起製作新聞節目，當時稱為（即“城市脈搏”），其模式以極度關注多倫多本地新聞見稱。各範疇以内（如教育、醫療或治安）的新聞題材通常由同一名記者專責採訪和報道，從而確立各名記者在所屬範疇内的可信性。節目本身更從1980年代末起棄用主播桌，主播在新聞中心内站立報道。傍晚6時的開場和收場音樂則改編自電影《洛奇》的主題曲。該台又高調起用少數族裔和傷殘人士作記者和主持，以反映多倫多的多元文化特色。各種因素讓從多倫多其他電視台的新聞節目別樹一格，形象深入民心，並成為國内外其他電視台的模仿對象。該台又從1989年起製作早晨節目（即“早餐電視”；簡稱BT），成為國内首間製作早晨節目的地區電視台；BT至今仍是多倫多收視最高的早晨節目。

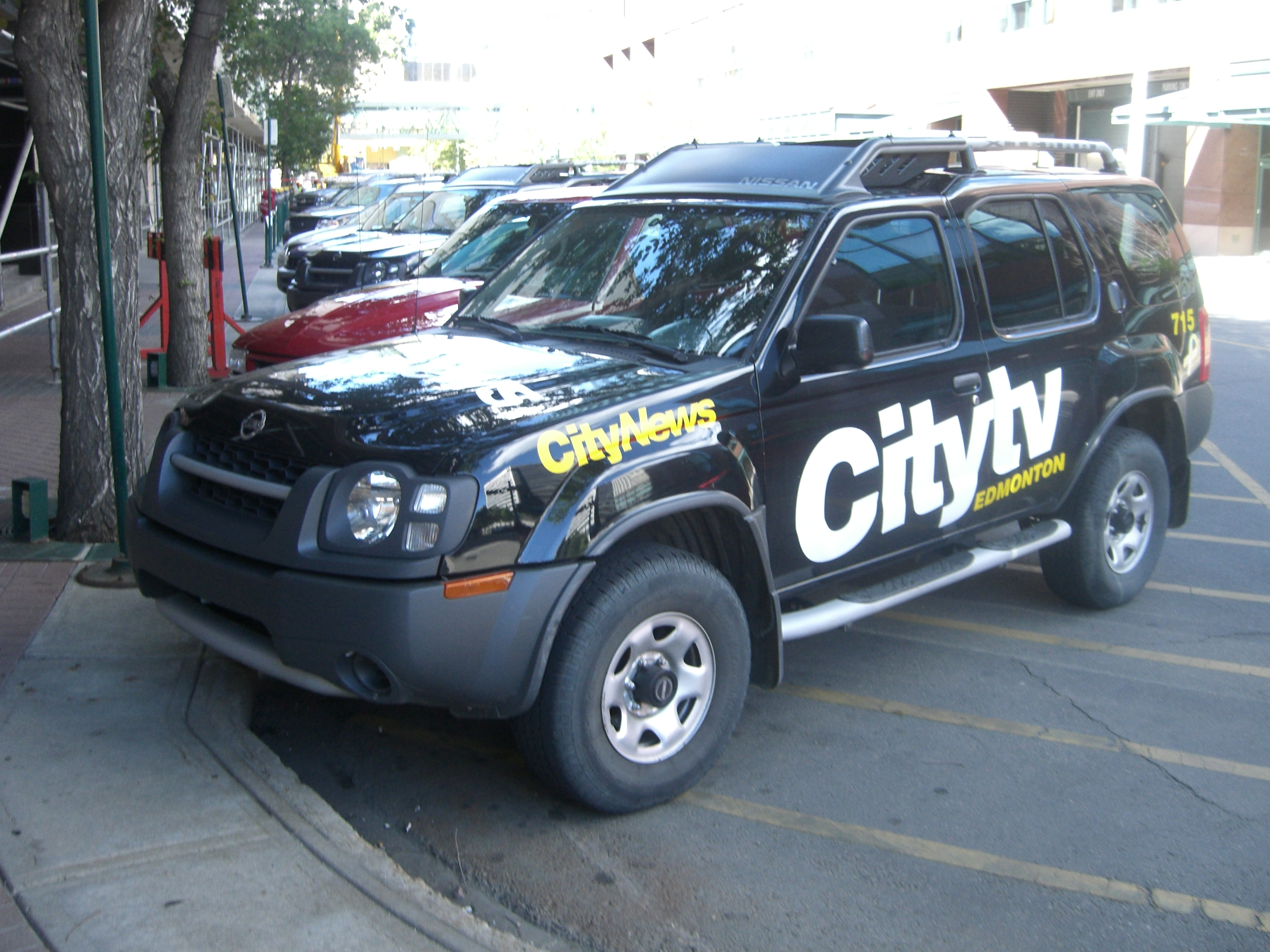
Citytv愛民頓分台的新聞採訪車

CKVU於2002年成為溫哥華分台後，其原有的新聞節目亦改稱，並開始製作溫哥華版的。另外，卡加利、愛民頓和溫尼伯分台以名義廣播期間已採用類似的新聞播報模式。隨著該三間分台於2005年改稱，全數五間分台的新聞節目亦改稱。然而，多倫多以外的新聞節目收視一直大幅落後競爭對手，促使CHUM於2006年宣佈放售的同時亦取消溫哥華、愛民頓、卡加利和溫尼伯分台的傍晚、夜間和周末新聞節目，只保留該四間分台於工作日從早上六時至十時播出四小時的，以滿足其牌照上的本地製作條款。（溫尼伯分台最終於2015年1月因收視欠佳而取消製作，原定的時間改為視像直播同市的CITI電台晨間節目。）CJNT於2013年正式成為蒙特婁分台後亦開始製作三小時的；Citytv薩省分台的牌照則不包括本地製作條款，因此沒有製作任何本地節目。
羅渣士雖曾於2009年為溫哥華及卡加利的Citytv頻道增設新聞時段，但最終皆因資金短缺而於2010年1月中停播，而各地的《BT》節目亦因此需縮減一小時於早上六時至九時播放。及後因友台CTV電視網為其西岸各頻道增設早晨節目，羅渣士因此於2011年9月5日提早各Citytv頻道的《BT》播映時間至五時半。（後來因收視問題，溫尼伯市的《BT》節目於2012年4月起縮回節目時間到三小時。）2015年5月7日，羅渣士再因資金短缺而決定將City跟其姐妹台OMNI的製作部合併並同時裁員110人。愛民頓的《BT》節目亦因此而縮短人手並改於傍晚五時到七時播放，節目亦為此而更名為《晚餐電視》（Dinner Television；簡稱DT）。其餘各地的節目亦有一名主持因此而遭到解雇。
2017年6月，羅渣士宣布多倫多以外的分台將恢復製作下午6時及11時新聞節目。愛民頓和溫尼伯分台的於2017年9月4日復播，而溫哥華和卡加利分台的則於2018年9月3日復播，蒙特婁分台的亦於同日首播。
占·帕特遜集團旗下的三間聯播分台（CFJC、CKPG和CHAT）則各自製作本地新聞節目，但沿用其固有名稱而非稱為，早上則轉播鄰近城市的直屬分台（溫哥華或卡加利）的。

## 地區分台

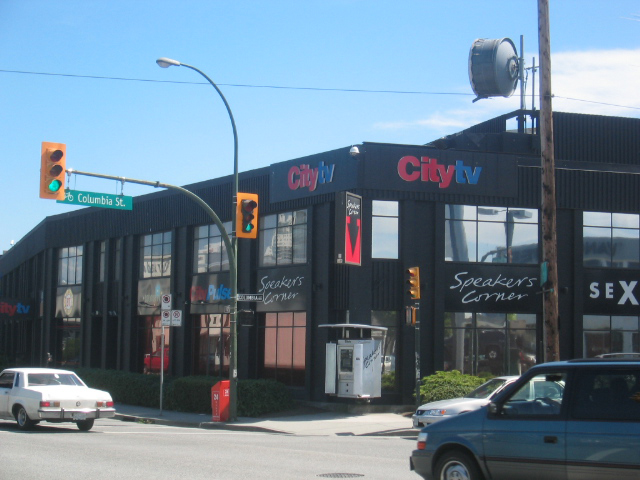
Citytv溫哥華分台的廣播大樓，從2010年起與姊妹台OMNI BC共用

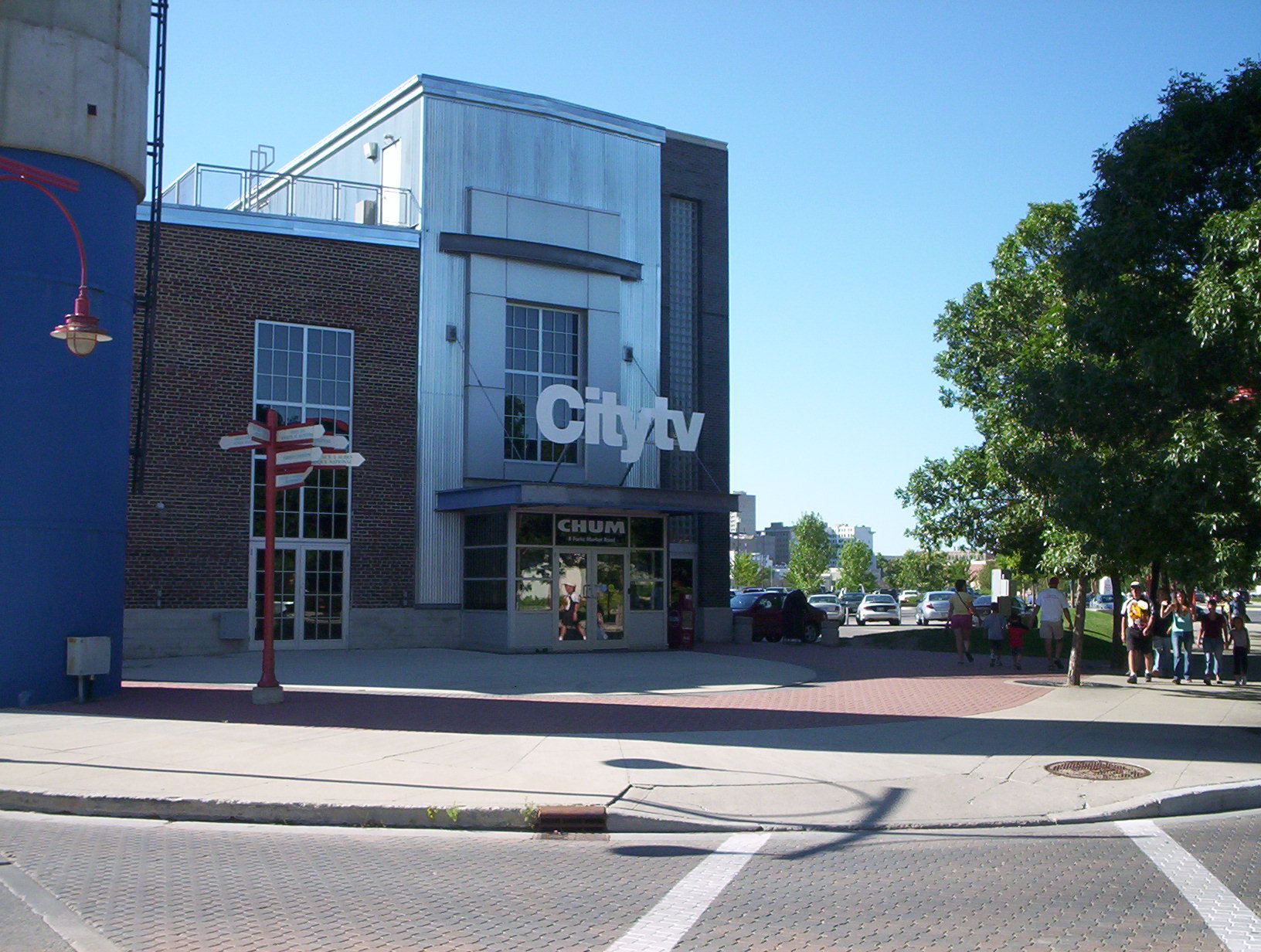
Citytv溫尼伯分台的廣播大樓

### 直屬分台
| 地區              | 呼號              | 無綫 頻道號1   | 加入Citytv年份 | 備註                       |
| ----------------- | ----------------- | -------------- | -------------- | -------------------------- |
| 安大略省 多倫多   | CITY              | 57.1（44）     | 1972年         | 於渥太華及胡士托設有轉播站 |
| 卑詩省 溫哥華     | CKVU              | 10.1（33）     | 2002年         | 於維多利亞市設有轉播站     |
| 亞伯達省 卡加利   | CKAL              | 5.1（49）      | 2005年         |                            |
| 亞伯達省 愛民頓   | CKEM              | 51.1（17）     | 2005年         |                            |
| 曼尼托巴省 溫尼伯 | CHMI              | 13.1（13）     | 2005年         |                            |
| 薩克其萬省        | City Saskatchewan | （有線電視台） | 2012年         |                            |
| 魁北克省 蒙特婁   | CJNT              | 62.1（49）     | 2012年         |                            |

1 第一個數字是數碼接收器顯示的頻道號碼（與模擬訊號停播前的頻道號碼相同），第二個數字則是數碼訊號的實際頻道號碼。

### 聯播分台
| 地區                | 呼號 | 無綫頻道號 | 加入Citytv年份 | 母公司             |
| ------------------- | ---- | ---------- | -------------- | ------------------ |
| 卑詩省 錦祿         | CFJC | 4          | 2009年         | 占·帕特遜集團 （） |
| 卑詩省 喬治王子城   | CKPG | 2          | 2009年         | 占·帕特遜集團 （） |
| 亞伯達省 梅迪辛哈特 | CHAT | 6          | 2009年         | 占·帕特遜集團 （） |

### 加拿大以外使用品牌的電視台
CHUM有限公司持有的年間，曾授權加拿大以外一些電視台使用該名稱。現時加拿大國外僅餘哥倫比亞波哥大的仍以該名義廣播。
| 地區                | 名稱             | 啓用 品牌年份 | 棄用 品牌年份 | 備註                                                                             |
| ------------------- | ---------------- | ------------- | ------------- | -------------------------------------------------------------------------------- |
| 西班牙 巴塞隆拿     | Citytv Barcelona | 2001年        | 2006年        | 該台使用品牌的授權協定於2006年屆滿後改稱“Td8”，後來再改稱“8tv”                   |
| 哥倫比亞 波哥大     | Citytv Bogotá    | 1999年        | 不適用        |                                                                                  |
| 美國波多黎各 法哈多 | WRUA-TV          | 2006年        | 2007年        | 羅渣士傳媒購入後中斷與WRUA的品牌授權協定；該台之後成為納蘭希托WECN電視台的轉播站 |

## 外部連結
- 官方網站（页面存档备份，存于）